# Cleistocactus hyalacanthus
Cleistocactus hyalacanthus là một loài thực vật có hoa trong họ Cactaceae. Loài này được (K.Schum.) Rol.-Goss. mô tả khoa học đầu tiên năm 1904.

## Hình ảnh

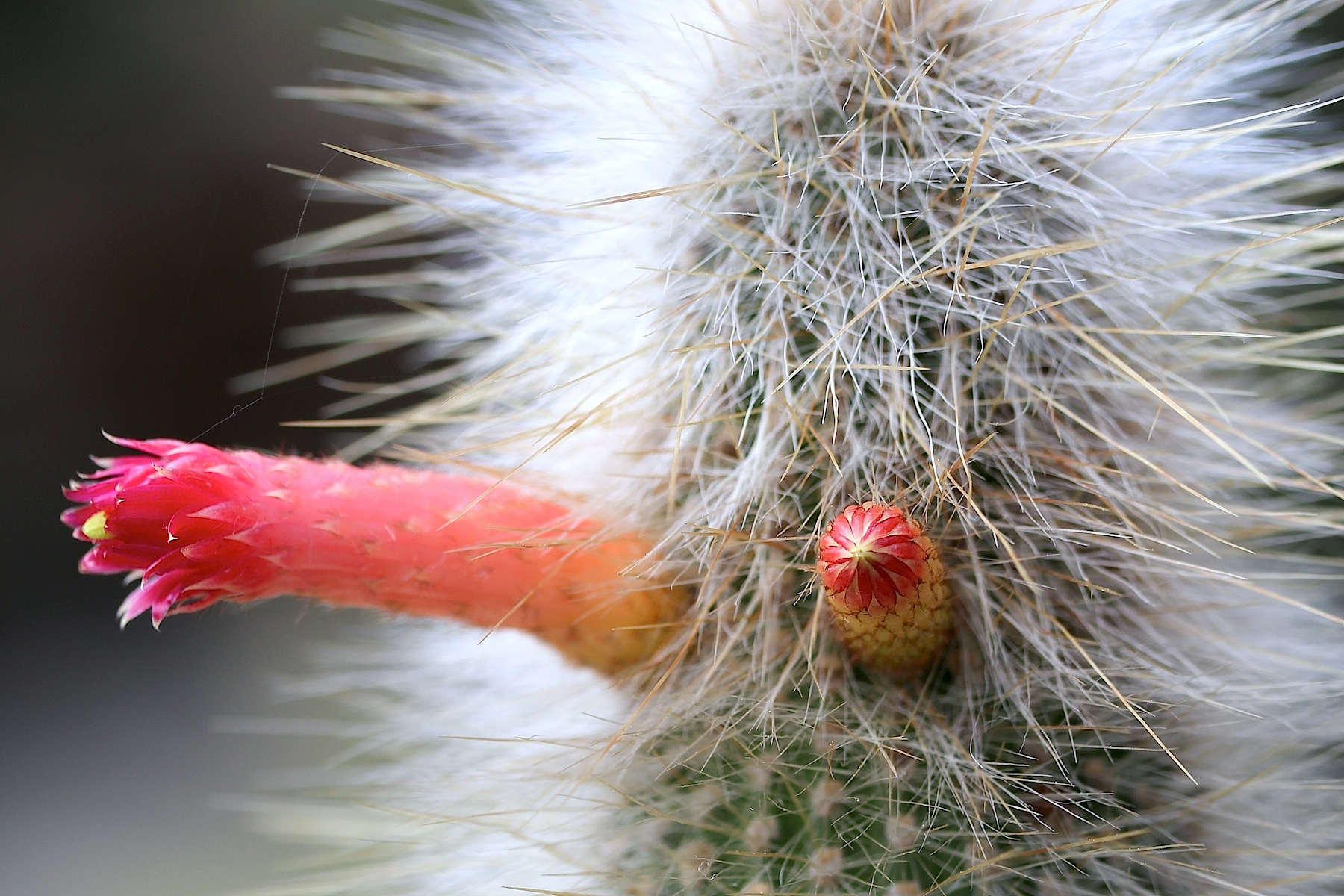
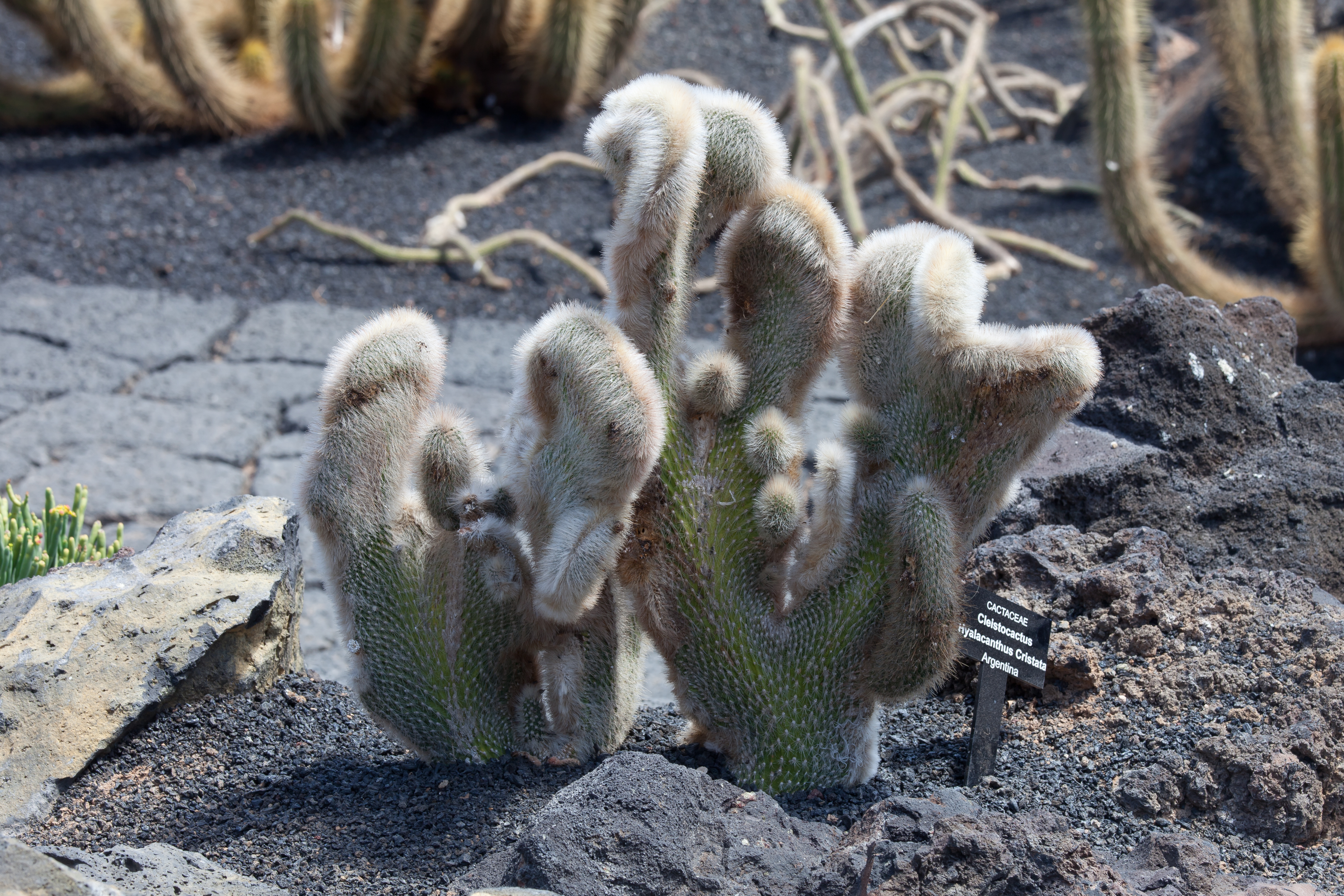
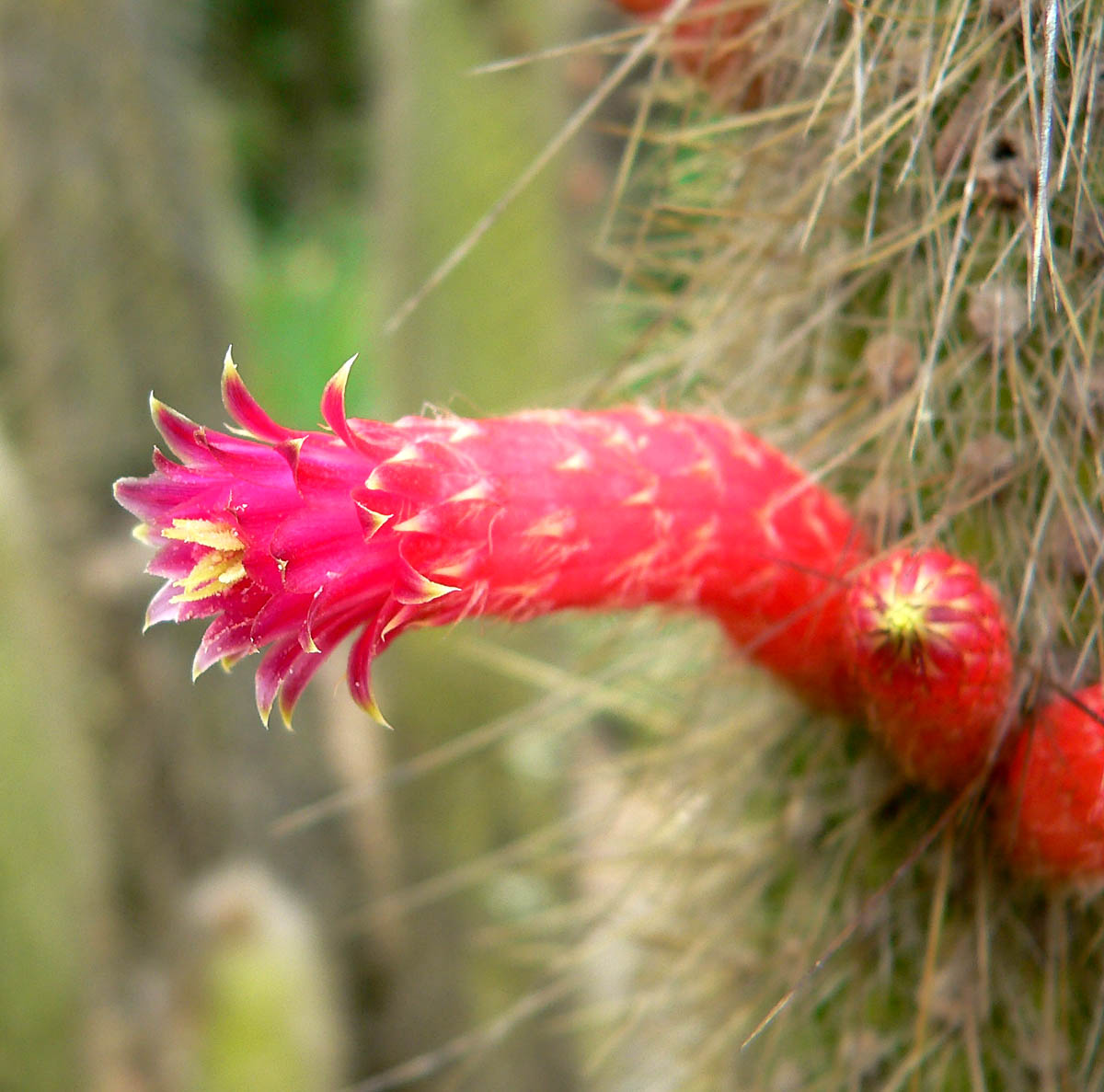
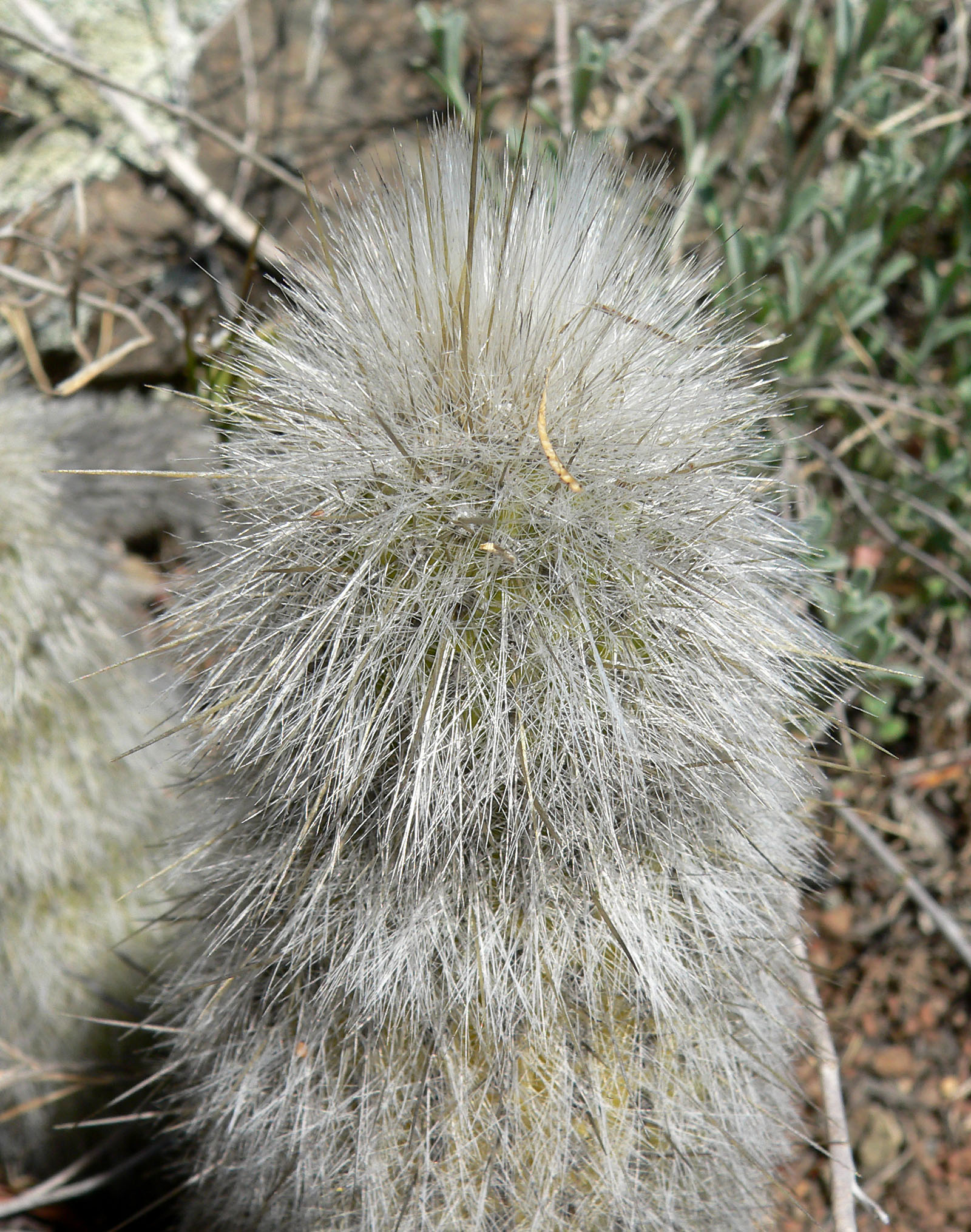